# Bal & Louis Meeùs
Bal & Louis Meeùs (ook wel Distillerie Bal & L. Meeus) was een stokerij in Antwerpen die ontstond door een fusie van twee bedrijven in 1959. De stokerij bleef bestaan tot 2016. 

## Geschiedenis
In 1957 nam Frans Hol, samen met zijn echtgenote, de firma Bal & Co over. Dit bedrijf bestond uit de stokerij De Kroon en produceerde likeuren en jenevers op basis van chemische aftreksels. Twee jaar later werd het bedrijf gefuseerd met de firma Louis Meeùs en de daarbij horende stokerij De Sleutel waarvan de likeuren gebaseerd waren op kruiden. Op deze manier ontstond de firma en stokerij Bal & Louis Meeùs. Oorspronkelijk bevond het bedrijf zich in de Lamornièrestraat in Antwerpen. Frans Hol bleef trouw aan de tradities, recepten en methoden van de overgenomen stokerijen. Ook het embleem van het bedrijf was een samenvoeging van de kroon en sleutel van de overgenomen bedrijven.
Door het groeiende succes in de daaropvolgende twintig jaar moest het bedrijf op zoek naar een grotere locatie. In 1981 werd een nieuw pand gevonden aan de Autolei in Wommelgem.
Bal & Louis Meeùs bleef bestaan tot 2016, waarna de firma Vinoherck de voorraden, merken, merkrechten en recepturen overnam van de gedistilleerde dranken uit het portfolio van de stokerij. In 2024 is Vinoherck nog steeds actief.

## Producten
Het bedrijf had een gevarieerd assortiment aan Antwerpse jenevers, waaronder: 
- De Oude Beste: een fijne jenever, gestookt sinds 1894, die werd vervaardigd van de beste graansoorten. Op de Antwerpse Wereldtentoonstelling werd deze bekroond met de hoogste onderscheiding.
- De Witte Bitter: een fijne, bittere jenever die zijn oorsprong vindt in een formule die W. Grube in 1835 in Borgerhout creëerde.
- De Zuivere Oude: een graanjenever overgenomen van het bedrijf Bal & Co.

Hoewel jenevers het voornaamste aanbod van hun assortiment vormden, reikte hun diversiteit aan alcoholische dranken verder. Zo werden er in deze stokerij ook diverse likeuren gemaakt, zoals verschillende soorten curaçao en cherry brandy. Bovendien hadden ze een selectie cognacsoorten, rum en een gevarieerde collectie wijnen.